# Efeito da Guerra de Gaza nas crianças da Faixa de Gaza

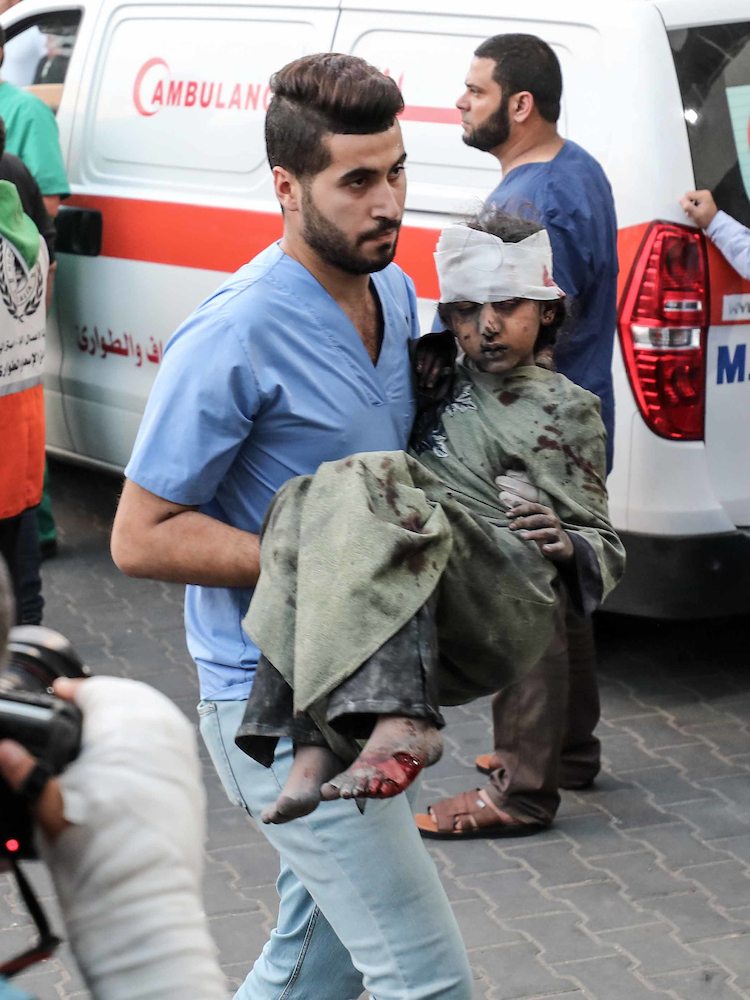
Criança ferida no Hospital Al-Shifa

Como resultado da Guerra em Gaza, as crianças têm sido desproporcionalmente afetadas na Faixa de Gaza, onde 40% da população tem 14 anos ou menos. Em novembro de 2023, o UNICEF relatou que mais de 700.000 crianças em Gaza foram deslocadas. Uma grave crise humanitária, com relatos de crianças sofrendo de uma epidemia grave de gastroenterite devido à falta de água potável, gerou preocupações entre autoridades de saúde e organizações de ajuda. No início do conflito, o Secretário-Geral da ONU, António Guterres, alertou aos jornalistas que "Gaza está se tornando um cemitério para crianças. Centenas de meninas e meninos estão sendo mortos ou feridos todos os dias." Em agosto de 2024, relataram-se que pelo menos 115 recém-nascidos foram mortos desde outubro de 2023.
Save the Children, UNICEF e autoridades de saúde palestinas relataram que as crianças estão sofrendo de deficiências permanentes, problemas de saúde mental e amputações, com milhares enfrentando desidratação, desnutrição, doenças respiratórias e de pele. Até meados de abril de 2024, estimava-se que 14.500 crianças em Gaza haviam sido mortas, com milhares outras soterradas sob escombros. O vice-diretor do UNICEF descreveu as condições das crianças em Gaza como as "mais horríveis" que ele já viu. A crise contínua também afetou as vacinações de rotina, deixando milhares de crianças em risco, além de desafios adicionais como abrigo inadequado, falta de casacos de inverno adequados e o impacto psicológico na saúde mental das crianças. Israel foi incluído em uma lista da ONU de entidades que cometem violações contra crianças. Em setembro de 2024, Oxfam e Action on Armed Violence [en] relataram que o número de crianças mortas em Gaza no último ano foi o maior registrado em um único ano para qualquer conflito mundial nos últimos 20 anos.

## Saúde

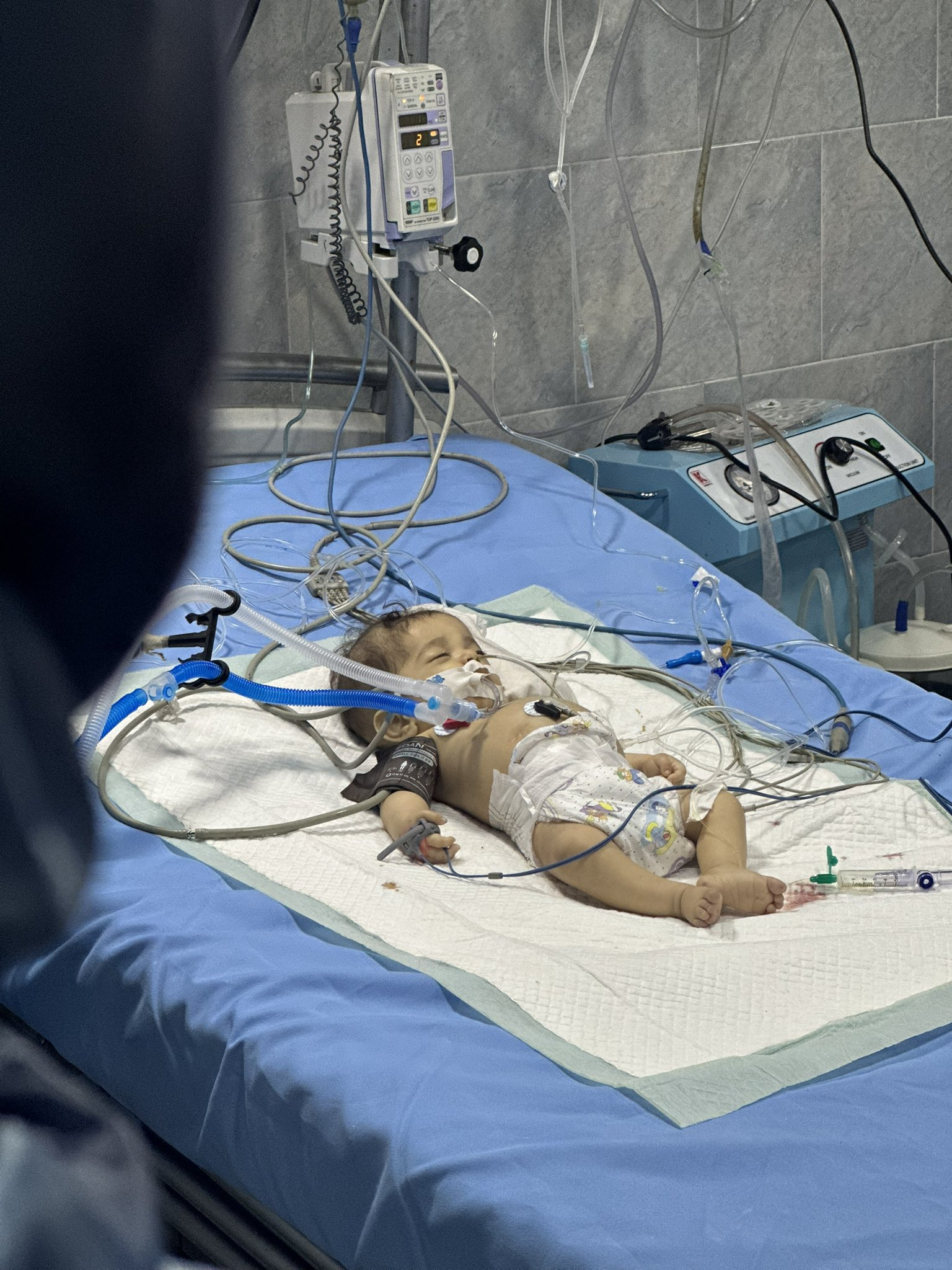
Bebê morto no Hospital Kamal Adwan em 28 de junho de 2024 como resultado da crise humanitária na Faixa de Gaza.

Desde 2007, Israel implementou um bloqueio terrestre e marítimo rigoroso que impedia a entrada de itens como alimentos e medicamentos na Faixa de Gaza, com o sistema de saúde enfrentando dificuldades antes mesmo da guerra.
Ahmed al-Fara, chefe de pediatria do  Complexo Médico Nasser em Khan Yunis, afirmou que, devido à falta de água durante a guerra, ele estava testemunhando a "epidemia mais grave de gastroenterite" entre crianças que já havia visto. Catherine M. Russell [en], diretora executiva do UNICEF, visitou Gaza em 15 de novembro e afirmou que muitas crianças estavam sem cuidados médicos. Em 28 de dezembro, a UNOCHA informou que 50% de todas as crianças na Faixa de Gaza estavam sofrendo de desidratação, desnutrição, doenças respiratórias e de pele. Casos de diarreia em crianças menores de cinco anos aumentaram cerca de 2.000% desde 7 de outubro, conforme relatório do UNICEF. Um porta-voz da ONU indicou que, entre 7 de outubro de 2023 e 4 de janeiro de 2024, mais de 400.000 casos de doenças infecciosas foram relatados em Gaza, incluindo cerca de 180.000 pessoas com infecções respiratórias superiores e mais de 136.000 casos de diarreia, com metade dos casos em crianças menores de 5 anos. Até julho de 2024, a OMS informou que mais de 150.000 pessoas haviam contraído infecções de pele, com crianças desnutridas sendo as mais suscetíveis devido aos seus sistemas imunológicos enfraquecidos.
De acordo com estatísticas publicadas pela Organização Mundial da Saúde (OMS), apenas cerca de 30% dos médicos ainda estavam trabalhando devido aos amplos efeitos da guerra em Gaza. Um paciente amputado em um hospital no sul de Gaza relatou que medicamentos chegam pela passagem de fronteira a cada quatro dias, mas não há garantia de que os pacientes os recebam, e em alguns hospitais, os pacientes precisam pagar por medicamentos e alimentos antecipadamente. Medicamentos como canetas de insulina foram temporariamente incluídos na lista de itens restritos permitidos em Gaza pelas autoridades israelenses. Isso levou o Coordenador Humanitário da ONU para a Palestina, Jamie McGoldrick, a declarar: "Nos bens que estão sendo proibidos, há uma ampla gama... Alguns são materiais médicos, como medicamentos básicos e materiais para tratar não apenas traumas, mas também doenças crônicas... Um exemplo seria, mais recentemente, as canetas usadas para insulina para crianças." Um médico canadense que retornou de duas semanas em Gaza afirmou ter visto a "criança mais doente que já vi em minha carreira médica". Até julho de 2024, crianças em campos de tendas estavam infectadas com várias doenças de pele.

### Vacinas
Logo após os ataques de 7 de outubro e a retaliação de Israel em outubro de 2023, esperava-se um aumento de doenças evitáveis por vacinação devido à interrupção das capacidades de imunização. As vacinações infantis já haviam diminuído devido à pandemia de COVID-19, e especialistas alertaram sobre a disseminação de doenças infecciosas, como COVID-19 e sarampo, que poderiam ser controladas principalmente com vacinas.
Em meados de dezembro de 2023, o Ministério da Saúde de Gaza informou que havia esgotado as vacinas para crianças, o que teria consequências catastróficas. Um representante da UNOCHA afirmou que a organização estava enfrentando dificuldades para entregar vacinas infantis. Em 1º de janeiro de 2024, foi relatado pelo Ministério da Saúde Palestino que Israel havia permitido e facilitaria o transporte de vacinas para Gaza através da passagem de Rafah [en]. Foi advertido que a distribuição das vacinas seria difícil devido ao deslocamento e à destruição da infraestrutura. Em 29 de janeiro de 2024, o UNICEF informou que 16.000 crianças estavam em risco de não receber vacinas de rotina.
Em agosto de 2024, após o surto de uma epidemia de poliomielite em Gaza, a Organização Mundial da Saúde lançou uma campanha de vacinação, inoculando cerca de um quarto das crianças com menos de 10 anos de idade no terceiro dia da campanha.

### Saúde Mental

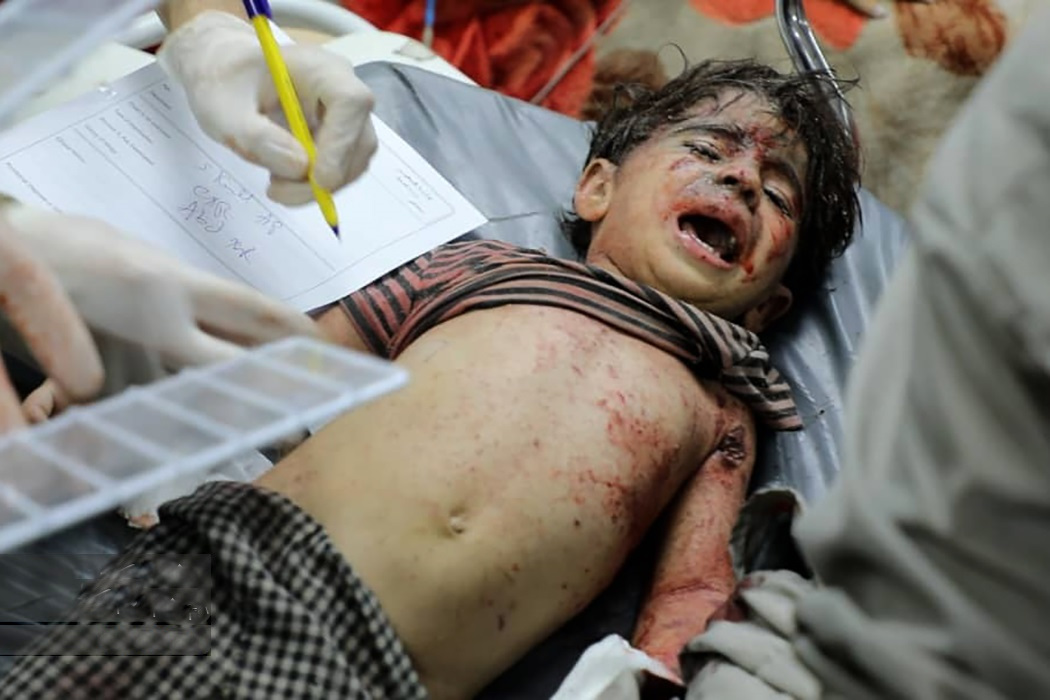
Criança ferida, 17 de outubro de 2023

Antes da guerra, já havia um grande número de crianças em Gaza com altos níveis documentados de distresse emocional e doenças mentais, com um estudo de 2011 apontando que as taxas de TEPT entre crianças palestinas variavam entre 23% e 70%. Um estudo do UNICEF em 2021 revelou que uma em cada três crianças em Gaza precisava de cuidados para traumas relacionados ao conflito. A Save the Children relatou sinais graves de problemas de saúde mental entre crianças em Gaza, na Cisjordânia e em Israel. O diretor de políticas humanitárias da Save the Children descreveu o impacto da guerra na saúde mental das crianças, afirmando que ela "matou de fome e roubou qualquer senso de segurança". Em 2 de fevereiro de 2024, o UNICEF relatou que um milhão de crianças, praticamente todas em Gaza, precisavam de apoio à saúde mental. Crianças evacuadas apresentavam traumas psicológicos.
Mohammed Brighieth, professor da Universidade de Birzeit [en], alertou sobre o impacto psicológico da guerra nas crianças, afirmando: "As crianças de Gaza vivem entre o processo de trauma psicológico e a morte certa." Uma criança de cinco anos, cuja família imediata foi morta por um ataque aéreo israelense enquanto evacuava para Rafah, foi descrita por sua avó como estando completamente diferente, em estado de choque, falando pouco e assustada com qualquer som. Pais em Rafah compraram pássaros cantores para seus filhos para ajudá-los a lidar com os sons constantes de bombardeios. Em 21 de fevereiro de 2024, o presidente do Conselho Norueguês para Refugiados alertou que todas as crianças em Gaza provavelmente sofreriam de traumas devido à guerra.
Em 23 de fevereiro de 2024, o diretor da Médicos Sem Fronteiras relatou: "Lesões psicológicas levaram crianças de até cinco anos a nos dizer que prefeririam morrer." A Save the Children constatou: "As crianças em Gaza estão passando por um período de choque e luto em escala massiva. Esta guerra e as cicatrizes físicas e mentais que ela está deixando nas crianças estão corroendo ainda mais sua resiliência." Em julho de 2024, Julia Wendt, coordenadora de proteção infantil de emergência do Comitê Internacional de Resgate, afirmou que as crianças em Gaza estavam sofrendo de pesadelos e enurese noturna devido ao impacto mental da guerra. Em setembro de 2024, os cabelos das crianças estavam ficando grisalhos prematuramente devido aos altos níveis de estresse. Em outubro de 2024, o Dr. Bahzad Al-Akhras, psiquiatra em Al-Mawasi, descreveu os impactos psicológicos da guerra nas crianças, afirmando que elas estavam "aprendendo que nada é seguro, nada é estável. Elas aprenderam a escapar continuamente, a não confiar nos outros, a não confiar na própria vida."
Caitlin Procter, pesquisadora do Centro sobre Conflito, Desenvolvimento e Construção da Paz em Genebra, destacou o grave impacto psicológico nas crianças em Gaza. Algumas testemunharam assassinatos brutais de seus pais por soldados, enquanto outras viram suas casas destruídas por bombardeios. Muitas crianças enfrentam condições extremas de frio, fome e solidão, passando dias vagando sozinhas pelas ruas. A situação avassaladora deixou até mesmo especialistas em saúde mental em Gaza se sentindo impotentes e necessitando de apoio. Em Rafah, no sul do território palestino, Karyn Beattie, da ONG Save the Children, descreveu a situação desesperadora em que crianças deslocadas de Gaza, algumas pré-adolescentes, são forçadas a trabalhar como provedores, vendendo itens de ajuda para comprar necessidades básicas.

### Hipotermia
Em 16 de janeiro de 2024, médicos relataram que crianças enfraquecidas pela fome estavam morrendo de hipotermia. Um coordenador da ActionAid afirmou, em 27 de janeiro de 2024, que crianças sem casacos de inverno estavam sofrendo com o frio e as chuvas dos meses de inverno, com novos produtos comerciais sendo impedidos de entrar. Um correspondente da Al Jazeera relatou que testemunhou crianças dormindo em tendas frias e cheias de lama. Um pai afirmou em uma entrevista em 2 de fevereiro de 2024: "Está muito frio. Mesmo meus filhos não conseguem. Um ou dois cobertores não são suficientes. Tenho um bebê recém-nascido. Temo que ele fique doente a cada dois dias." Crianças em Rafah estavam vestidas com os equipamentos de proteção individual restantes da pandemia de COVID-19 para se manterem aquecidas. Em Deir al-Balah, crianças queimavam livros para se aquecer.

### Fome

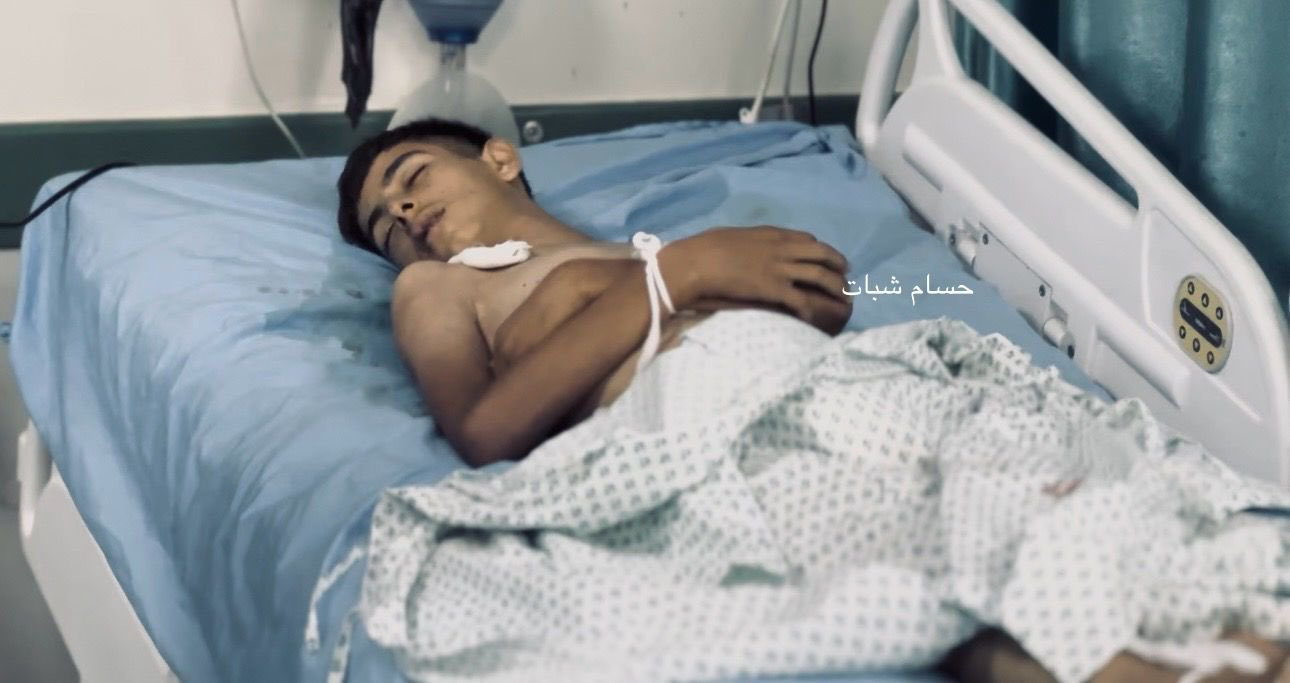
Mohammed Assaf, um jovem de 17 anos, que teria morrido devido a complicações da desnutrição.

Em 3 de janeiro de 2024, a chefe do UNICEF, Catherine M. Russell, afirmou que muitas crianças em Gaza enfrentavam desnutrição aguda grave [en]. Em 5 de janeiro, o UNICEF constatou que 90% das crianças menores de dois anos consumiam dois ou menos grupos alimentares por dia. Em 3 de fevereiro, Hani Mahmoud, jornalista da Al Jazeera em Rafah, relatou: "Estamos vendo crianças vagando por Rafah em busca de restos de comida." No início de janeiro de 2024, o UNICEF informou que cerca de 90% das crianças menores de dois anos em Gaza enfrentavam pobreza alimentar severa, um aumento de 80% em relação a cerca de duas semanas antes.
Observou-se também aumento nos preços para quem tentava comprar alimentos, com um cuidador adquirindo fórmula infantil por meio de uma empresa de aquisição, que custava US$ 1.680 antes da guerra, mas passou a custar US$ 2.160 em fevereiro de 2024. As Nações Unidas informaram em 10 de fevereiro de 2024 que 10% das crianças menores de cinco anos sofriam de desnutrição aguda. Uma mãe relatou alimentar seu recém-nascido com pasta de tâmaras. Em 19 de fevereiro de 2024, o UNICEF constatou que quase 16% das crianças no norte de Gaza com menos de dois anos estavam "gravemente desnutridas", com 3% sofrendo de emaciação severa. No início de março de 2024, o UNICEF relatou que mais de 90% das crianças de 6 a 23 meses e mulheres grávidas ou lactantes enfrentavam pobreza alimentar severa, com acesso a dois ou menos grupos alimentares por dia.
A desnutrição infantil varia em Gaza, com o norte enfrentando escassez de alimentos mais grave que o sul, resultando em uma taxa de desnutrição infantil três vezes maior, segundo a OMS. Em março de 2024, 10 crianças morreram no  Hospital Kamal Adwan devido a desidratação e desnutrição, levando o UNICEF a declarar: "Agora, as mortes de crianças que temíamos estão acontecendo e provavelmente aumentarão rapidamente, a menos que a guerra termine e os obstáculos ao alívio humanitário sejam resolvidos imediatamente." Médicos no Kamal Adwan afirmaram que tudo o que podiam oferecer aos recém-nascidos desnutridos e desidratados era solução salina ou de açúcar, com um pediatra declarando: "Minha mensagem é um apelo ao mundo inteiro para intervir e salvar todas as crianças." Um menino de 10 anos gravemente desnutrido, chamado Yazan al-Kafarneh [en], morreu de fome. Em 6 de março de 2024, o secretário-geral da OMS, Tedros Adhanom Ghebreyesus, alertou sobre "crianças que sobreviveram aos bombardeios, mas podem não sobreviver à fome".
O Crescente Vermelho Palestino constatou que pais abriam mão de comida para alimentar "seus filhos famintos em meio à insegurança alimentar e à escassez de alimentos disponíveis". Médicos no Hospital Kamal Adwan afirmaram que bebês desnutridos na UTI se tornaram o "novo normal". Um médico no Kamal Adwan declarou: "Bebês atingem graus críticos e severos de desidratação e distúrbios de acidemia, levando, por fim, à morte." Em junho de 2024, o diretor do Hospital Kamal Adwan afirmou que mais de 200 crianças estavam em risco devido à desnutrição. Um nutricionista clínico informou que, devido à água contaminada e à falta de segurança alimentar, 90% das crianças sofriam de diarreia, hepatite e outras doenças. Mães tão desnutridas não conseguiam produzir leite materno para alimentar seus recém-nascidos. Crianças continuaram a morrer de desnutrição em agosto de 2024.
Em outubro de 2024, a Save the Children relatou que, das cerca de 3.000 crianças menores de cinco anos avaliadas, aproximadamente 20% apresentavam desnutrição aguda moderada e 4% desnutrição aguda grave.

### Higiene
Em dezembro de 2023, a ActionAid relatou que havia pouca água para banho e que alguns abrigos tinham apenas um chuveiro para cada 700 pessoas e um banheiro para cada 150. Em 7 de março de 2024, o UNICEF anunciou que estava distribuindo kits de bem-estar para meninas adolescentes em Rafah, que relataram não conseguir "tomar banho mais de uma vez por semana. Os abrigos estão lotados de pessoas, e há pouca água. É difícil manter a higiene pessoal".
Em fevereiro de 2024, foi relatado que 690.000 mulheres e meninas em período menstrual em Gaza tinham acesso limitado a produtos de higiene menstrual. Algumas mulheres e meninas utilizaram pílulas para bloquear a menstruação, mas essas são difíceis de encontrar e muitas não podem usá-las por motivos médicos. Uma menina abrigada em uma escola da UNRWA em Maghazi [en] relatou que começou a lavar absorventes usados para reutilizá-los, enquanto outra indicou que, devido ao estresse da guerra, estava menstruando com mais frequência, cerca de duas vezes por mês. Uma mãe de cinco filhas relatou que todas estavam usando fraldas Pampers para a menstruação, tendo que cortar as fraldas ao meio devido aos custos, enquanto outras usavam trapos, roupas velhas, toalhas ou pedaços de tendas, causando atrito e infecções de pele.
Em junho de 2024, crianças sofreram de infecções intestinais e hepatite C ou A, devido à destruição dos sistemas de abastecimento de água e saneamento [en] de Gaza.

## Detenção militar
Anualmente, o exército israelense detém aproximadamente 500 a 700 crianças palestinas, todas menores de 18 anos. Segundo a Addameer, uma ONG palestina, cerca de 200 dessas crianças permanecem encarceradas em prisões israelenses. Após o início das ações agressivas de Israel em Gaza em 7 de outubro de 2023, houve um aumento notável nas detenções, com mais de 450 crianças detidas em vários momentos, conforme relatado pela Comissão Palestina para Assuntos de Detidos e Ex-Detidos. Desde o ano 2000, estima-se que 13.000 crianças foram submetidas a detenções arbitrárias, interrogatórios, julgamentos em tribunais militares e prisão.
Muitas crianças palestinas são detidas em operações noturnas, algumas colocadas em detenção administrativa sem julgamento justo ou acusações formais. De acordo com a Lawyers for Palestinian Human Rights, há numerosos problemas significativos de direitos humanos associados a esses procedimentos.
Em abril de 2025, foi relatado que Walid Ahmad foi a primeira criança palestina a morrer em prisões israelenses. Ahmad foi preso seis meses antes de sua morte e mantido na Prisão de Megiddo [en] após ser acusado de jogar pedras em soldados na Cisjordânia ocupada.

## Vítimas

### Mortos e desaparecidos
Distribuição de mortes por idade e gênero (análise dos professores Michael Spagat e Daniel Silverman), novembro de 2023
Até 3 de dezembro de 2023, estimava-se que 6.150 crianças haviam sido mortas no conflito. Mais crianças foram mortas em Gaza em dois meses e meio do que o total de crianças mortas em todos os conflitos ao redor do mundo nos três anos anteriores somados. Até meados de janeiro de 2024, estimava-se que 10.000 crianças em Gaza haviam sido mortas, com milhares ainda soterradas sob escombros. Até 5 de fevereiro de 2024, a Defense for Children International [en] estimou que 12.100 crianças haviam sido mortas em Gaza. Crianças foram mortas em ataques aéreos israelenses, mesmo em áreas designadas como "zona segura" pelas Forças de Defesa de Israel (IDF), como no caso de uma família de doze pessoas, incluindo dez crianças, morta em uma zona segura em Mawasi, no sul de Gaza. Em março de 2024, as Nações Unidas declararam que mais crianças morreram em Gaza entre outubro de 2023 e fevereiro de 2024 do que em todos os conflitos globais de 2019 a 2022 somados. Catherine M. Russell, chefe do UNICEF, afirmou: "Não vimos essa taxa de mortalidade entre crianças em quase nenhum outro conflito no mundo". Em junho de 2024, a Save the Children informou que aproximadamente 21.000 crianças estavam desaparecidas em Gaza, incluindo 4.000 presumivelmente soterradas sob escombros.

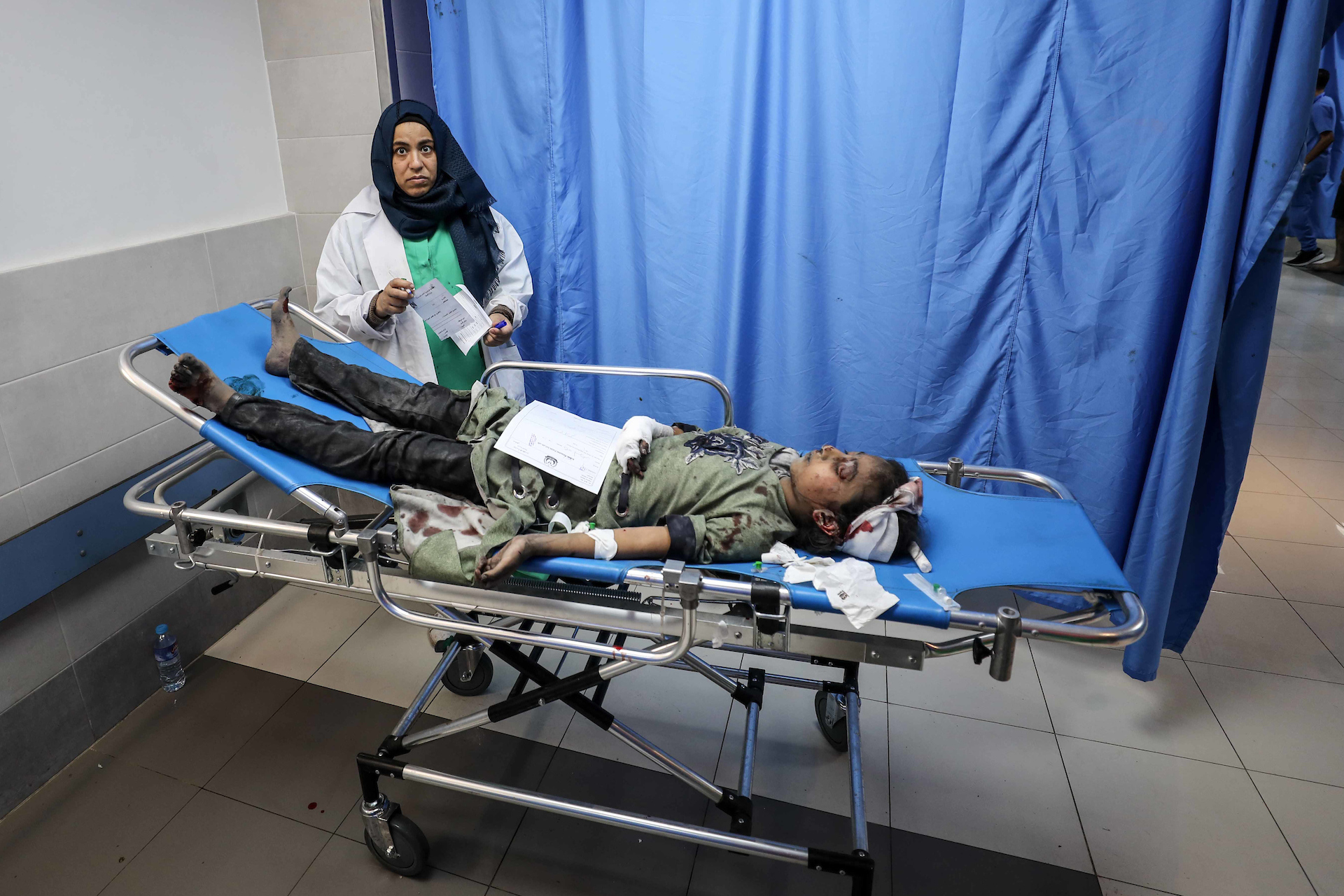
Criança ferida no Hospital Al-Shifa, outubro de 2023.

Alguns pais relataram conversar com seus filhos sobre o que fazer caso um ou ambos morressem, como onde encontrar documentos importantes ou buscar ajuda e abrigo. Trabalhadores de hospitais e equipes de emergência em Gaza observaram que pais e familiares de algumas crianças escreviam nos corpos delas, principalmente nas pernas e abdômen, para que fossem identificadas caso encontradas nos escombros ou perdidas. Um funcionário afirmou: "Muitas crianças estão desaparecidas, muitas chegam com o crânio fraturado… e é impossível identificá-las, apenas por meio dessa escrita elas são reconhecidas". Os corpos de algumas crianças soterradas sob escombros permaneceram sem recuperação. Em um caso, um recém-nascido foi resgatado dos escombros após sobreviver a um bombardeio. Em outro caso, uma menina foi resgatada após ficar soterrada por mais de 40 horas. O UNICEF alertou que a guerra se tornou uma guerra contra crianças, já que, no final de dezembro de 2023, menores representavam cerca de 40% dos mortos em Gaza, em comparação com cerca de 20% em conflitos anteriores.
A polícia também matou um menino de 13 anos e agrediu e disparou contra adolescentes que tentavam obter suprimentos de caminhões de ajuda. O ex-chefe do Mossad declarou à Kan que todos acima de quatro anos "apoiavam o Hamas".
Alertando sobre as ameaças combinadas de fome e doenças, um porta-voz do UNICEF afirmou em 20 de fevereiro de 2024: "A Faixa de Gaza está prestes a testemunhar uma explosão de mortes infantis evitáveis, o que agravaria o já insuportável nível de mortes de crianças em Gaza". Após um ataque aéreo israelense em Deir al-Balah, um socorrista de emergência declarou: "Coletamos partes de corpos de mulheres e crianças... O que elas fizeram para merecer morrer assim? O que essa garotinha fez a Israel para ser desmembrada assim?" Um pai e dois bebês gêmeos foram mortos em um ataque aéreo israelense, após o casal ter lutado por onze anos para conceber. Médicos descreveram crianças sofrendo ferimentos graves. Em um caso, uma menina foi supostamente baleada e morta nos braços de sua mãe.
Em junho de 2024, Adam Hamawy, ex-cirurgião de combate do exército americano que trabalhou no Hospital Europeu, afirmou: "Mas o nível de vítimas civis que experimentei foi além de qualquer coisa que já vi antes... A maioria dos nossos pacientes eram crianças com menos de 14 anos". Em agosto de 2024, um ataque aéreo israelense matou Joumana Arafa e seus gêmeos de quatro dias.
Em maio de 2025, nove dos dez filhos de Alaa al-Najjar, uma pediatra que trabalhava no  Hospital Nasser, foram mortos por um ataque aéreo israelense em sua casa em Khan Yunis. A criança mais velha tinha 13 anos e a mais nova, seis meses. Seu marido e o décimo filho também ficaram feridos no ataque. Posteriormente, seu marido, Hamdi, sucumbiu aos ferimentos.

#### Assassinatos por atiradores de elite
Em fevereiro de 2024, uma médica americana que retornou da Faixa de Gaza escreveu um artigo de opinião no Los Angeles Times afirmando que testemunhou crianças sendo deliberadamente alvejadas por atiradores de elite israelenses, escrevendo: "Em uma ocasião, um grupo de crianças, todas com cerca de 5 a 8 anos, foi levado ao pronto-socorro pelos pais. Todas tinham tiros únicos de atiradores na cabeça... Nenhuma dessas crianças sobreviveu". Uma médica canadense que retornou de uma semana em Gaza afirmou ter visto crimes contra a humanidade, incluindo crianças pequenas "morrendo de fome, bombas, tiros de atiradores". Imagens de drones israelenses divulgadas em março de 2024 mostraram atiradores israelenses matando um menino desarmado em Jabalia. Em abril de 2024, médicos relataram ver "um fluxo constante de crianças, idosos e outros que claramente não eram combatentes com ferimentos de bala única na cabeça ou no peito".
O Dr. Mark Perlmutter, médico americano que trabalhou em Gaza, afirmou que atiradores israelenses estavam alvejando crianças, dizendo: "Nenhuma criança pequena é baleada duas vezes por engano pelo 'melhor atirador do mundo'. E são tiros bem no centro". Em agosto de 2024, um médico americano que retornou de Gaza afirmou: "Tivemos crianças baleadas no peito e na cabeça – em outras palavras, claramente alvos deliberados e precisos". Em outubro de 2024, o The New York Times publicou depoimentos compilados de 44 médicos, enfermeiros e paramédicos que trataram múltiplos casos de crianças pré-adolescentes com ferimentos de bala na cabeça ou no peito em Gaza. Perguntas enviadas às IDF sobre as experiências desses profissionais de saúde receberam uma declaração de um porta-voz que não confirmava diretamente se investigações sobre os tiroteios contra crianças pré-adolescentes haviam sido realizadas ou se algum soldado enfrentou ações disciplinares por atirar contra elas. Em resposta a alegações de que o relatório era baseado em "evidências fabricadas", o The New York Times emitiu uma declaração defendendo a integridade do artigo, enfatizando que ele passou por edição e verificação rigorosas, incluindo consultas com especialistas e o uso de fotografias de apoio, consideradas "horríveis demais para publicação".

#### Assassinato de Hind Rajab
Em fevereiro de 2024, o Crescente Vermelho Palestino relatou que uma unidade de paramédicos desapareceu ao tentar resgatar Hind Rajab, de seis anos. Em áudio divulgado da chamada de emergência, Hind é ouvida dizendo aos paramédicos: "Estou com muito medo. Por favor, venham", com tiros ao fundo logo após o carro da família ser atingido por um tanque israelense. Em 3 de fevereiro, o diretor de mídia do Crescente Vermelho Palestino afirmou que apenas as forças israelenses sabiam o que havia acontecido com Hind. Em 5 de fevereiro, uma semana após o ataque, a mãe de Hind declarou: "Estive apelando para o mundo inteiro, mas ninguém moveu um dedo". Seu avô afirmou: "Queremos saber seu destino, seja ele qual for". Em 8 de fevereiro, dez dias após o desaparecimento de Hind, o Crescente Vermelho Palestino declarou: "Queremos respostas, queremos a verdade, precisamos que o silêncio doloroso termine". Em 10 de fevereiro de 2024, Hind foi encontrada morta junto com os corpos dos dois paramédicos.

### Feridos

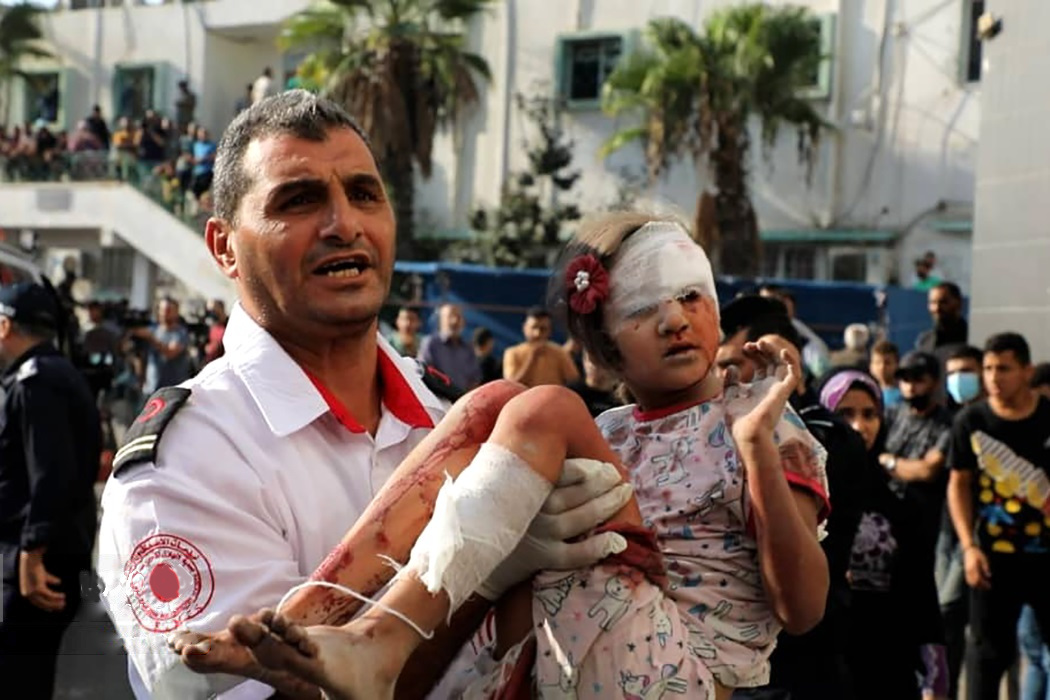
Paramédico carrega criança ferida

Médicos alertaram que crianças sobreviventes de ataques aéreos israelenses sofreram sequelas permanentes e traumas psicológicos. Um relatório da Save the Children em janeiro de 2024 afirmou que crianças estavam "enfrentando horrores indizíveis, incluindo lesões que mudam vidas, queimaduras, doenças, cuidados médicos inadequados e a perda de pais e outros entes queridos". Um médico da Médicos Sem Fronteiras relatou que crianças apresentavam "ferimentos graves, queimaduras extensas cobrindo 50-70% do corpo e membros severamente fraturados". Muitas cirurgias realizadas em crianças e outros pacientes foram feitas sem anestesia devido à grave escassez de suprimentos médicos em Gaza, segundo a OMS. Um médico da Médicos Sem Fronteiras refletiu que, mesmo após trabalhar em várias zonas de guerra, viu mais crianças feridas em Gaza, afirmando: "Fiquei realmente chocado porque nunca vi bebês. Tantos bebês vítimas de traumas, de guerra, com ferimentos de guerra".
Um médico britânico que passou um período em Gaza por meio de uma organização médica de caridade e retornou ao Reino Unido em dezembro de 2023 destacou preocupações com a má higiene e a escassez de suprimentos médicos, que poderiam agravar ferimentos e tornar alguns fatais. Isso foi corroborado pelo porta-voz do UNICEF, James Elder, que relatou ter visto uma criança retida em um veículo em um posto de controle militar israelense por dias devido a atrasos, com uma ferida que começou a se decompor. Em junho de 2024, crianças com câncer e outras doenças foram impedidas de receber quimioterapia fora da Faixa de Gaza quando Israel fechou a passagem de fronteira de Rafah durante sua Ofensiva em Rafah [en]. Em julho de 2024, médicos americanos e australianos afirmaram que Israel estava usando bombas que espalham estilhaços, causando "ferimentos horríveis" em crianças. Um bebê de uma semana foi evacuado de Gaza após uma bomba israelense lançar estilhaços em seu olho. No mesmo mês, o primeiro-ministro israelense Netanyahu bloqueou a criação de um hospital de campanha para crianças em Gaza.

#### Amputações
A Save the Children relatou que, em média, 10 crianças por dia em Gaza perderam membros, o que resultará em necessidades médicas por toda a vida. O porta-voz do UNICEF, James Elder, relatou, após retornar de Gaza em meados de dezembro de 2023, que cerca de 1.000 crianças haviam perdido uma ou ambas as pernas desde os ataques de 7 de outubro e o início da guerra. Segundo o médico britânico Ghassan Abu-Sittah [en], "Este é o maior grupo de amputados pediátricos da história".
Em meados de dezembro de 2023, a amputação de uma adolescente, realizada sem anestesia na mesa da cozinha de sua família por seu tio, que é médico, tornou-se viral nas redes sociais. Ela e um irmão haviam subido ao topo do prédio para ligar para o pai, que está no exterior, antes que o prédio fosse atingido por fogo de tanque das IDF, e ela foi levada às pressas para seu tio. No início de janeiro de 2024, uma menina de 11 anos, falando com repórteres sobre seus ferimentos, que incluíam uma perna amputada e a outra gravemente ferida, expressou sua esperança em obter uma prótese e lamentou que sua vida havia se tornado "feia e triste" após o ferimento. Outras crianças tiveram seus cotos reabertos após infecções.
Até junho de 2024, médicos em Gaza estimaram que até 3.000 crianças haviam perdido membros desde outubro de 2023. Um coordenador da Equipe Médica de Emergência da OMS também alertou que, devido à falta de experiência médica e tempo, algumas amputações realizadas eram desnecessárias ou resultaram de atrasos. O chefe da Humanity & Inclusion [en] afirmou que crianças amputadas precisavam de "suporte imediato" para próteses, mas isso não estava acontecendo.

### Órfãos
Trabalhadores humanitários criaram o termo WCNSF, que significa Criança Ferida Sem Família Sobrevivente. No final de agosto de 2024, estimava-se que 19.000 crianças haviam perdido um ou ambos os pais. O UNICEF relatou que famílias extensas estavam assumindo a responsabilidade de cuidar de crianças órfãs. O UNICEF expressou preocupações adicionais sobre as dificuldades com crianças órfãs, afirmando: "As mais jovens muitas vezes não sabem dizer seu nome, e mesmo as mais velhas geralmente estão em choque, o que pode dificultar extremamente sua identificação". Dificuldades adicionais foram identificadas devido à intensificação dos ataques aéreos israelenses e à invasão de Gaza, com a situação em rápida mudança dificultando os esforços para abrir comunicação com hospitais e equipes de saúde. Segundo o UNICEF, o sistema padrão para identificar, documentar, rastrear e reunir crianças com parentes ou irmãos estava praticamente inoperante no início de dezembro de 2023. A ONU também estimou que cerca de 40% das pessoas em Gaza perderam carteiras de identidade e documentos devido à guerra, o que dificultou a reunificação e identificação.
Muitas crianças órfãs relataram dificuldades em processar ou se despedir de seus pais e irmãos após suas mortes, devido à falta de serviços funerários ou memoriais, incerteza sobre o futuro e atrasos em serem informadas devido à fragilidade médica. Organizações humanitárias relataram dificuldades com crianças órfãs muito jovens para saberem seus próprios nomes. Irmãos mais velhos e familiares extensos também assumiram a responsabilidade de cuidar de seus irmãos mais novos após ficarem órfãos.
No início de fevereiro de 2024, o UNICEF estimou que pelo menos 17.000 crianças haviam ficado órfãs. Em março de 2024, Israel levou 95 órfãos palestinos de Rafah para o orfanato SOS Children's em Belém a pedido do governo alemão. O ministro das Finanças de Israel, Bezalel Smotrich, condenou a medida temporária, afirmando: "Qualquer misericórdia para com os cruéis acabará sendo cruel para com os misericordiosos". Até outubro de 2024, o número estimado de órfãos em Gaza havia crescido para 20.000.
Um bebê, que se acredita ter dias de vida, foi encontrado em uma árvore perto de sua casa destruída após um ataque aéreo israelense que matou o resto da família em novembro de 2023. Conhecida como Desconhecida, ela foi cuidada no Hospital Emirati em Rafah antes de ser adotada por um pediatra do hospital. Um menino de 5 anos com paralisia cerebral ficou órfão e tinha estilhaços de granada alojados em seu cérebro após as IDF invadirem a casa da família e executarem seus pais. Uma menina de 15 anos foi resgatada dos escombros três dias após uma escavadeira israelense destruir sua casa com sua família ainda dentro, matando todos exceto ela. Em julho de 2024, o número de crianças desacompanhadas era desconhecido, mas provavelmente superior à estimativa de 17.000 de fevereiro de 2024. Algumas crianças ficaram sem nenhum familiar extenso. Em agosto de 2024, um bebê de três meses foi o único sobrevivente de um ataque aéreo que matou toda sua família. No início de outubro de 2024, Israel teria bombardeado o Instituto al-Amal para Órfãos.

## Deslocamento
Em 13 de novembro, o UNICEF relatou que mais de 700.000 crianças em Gaza foram deslocadas. Em 22 de novembro de 2023, o UNICEF informou um "aumento no número" de crianças desacompanhadas identificadas evacuando do norte para o sul de Gaza sozinhas. Em 28 de novembro, James Elder, porta-voz do UNICEF, afirmou que crianças feridas estavam abrigadas ao ar livre em estacionamentos e jardins.
Até dezembro de 2023, a Save the Children relatou que cerca de 893.000 crianças provavelmente foram deslocadas internamente em Gaza, uma média de 12.000 crianças por dia forçadas a fugir de suas casas, algumas tendo que evacuar várias vezes. Dos cerca de 1,9 milhão de pessoas deslocadas no sul de Gaza, as crianças representam quase 50% dos evacuados. Em 9 de fevereiro, Catherine Russell declarou: "O UNICEF solicita urgentemente que as partes evitem a escalada militar na província de Rafah, em Gaza, onde mais de 600.000 crianças e suas famílias foram deslocadas – muitas delas mais de uma vez".
Com o início da Ofensiva de Rafah no início de maio de 2024, a Save the Children afirmou: "Deslocar pessoas forçadamente de Rafah enquanto se interrompe ainda mais a resposta humanitária provavelmente selará o destino de muitas crianças".

### Evacuação médica
O planejamento para a evacuação de crianças com problemas médicos, como câncer, para fora de Gaza e para continuidade de tratamento começou em meados de outubro de 2023, com discussões e negociações entre os Estados Unidos, Egito, Israel e autoridades de saúde palestinas, junto com representantes da Organização Mundial da Saúde e do Hospital de Pesquisa Infantil St. Jude [en]. Muitas famílias e autoridades envolvidas em Gaza descreveram um processo difícil, com danos às vias de transporte e redes de comunicação causando a perda de horários de travessia ou coleta, enquanto outros não foram autorizados a evacuar com seus filhos. Após repetidos danos por ataques aéreos e falta de combustível, pelo menos duas dúzias de bebês prematuros foram evacuados de hospitais de Gaza para o Egito para continuar o cuidado especializado necessário. Os evacuados sofriam de condições potencialmente fatais, incluindo desidratação, vômitos, hipotermia e sepse devido à falta de medicamentos e combustível. Crianças feridas também foram evacuadas, com a Turquia oferecendo tratamento e recursos para pelo menos dois grupos de crianças que recebiam tratamento intensivo.
Foi relatado no início de março de 2024 que cerca de 300 crianças haviam sido evacuadas para o Catar, a maioria feridas e necessitando de tratamento, mas algumas acompanhadas por pais ou um responsável. Muitos descreveram a separação de membros da família como excruciante, com algumas crianças incapazes de falar com seus pais, vivendo com parentes em Gaza ou tendo que cuidar e monitorar irmãos mais novos enquanto os pais cuidavam de irmãos feridos.

## Nascimento e gravidez

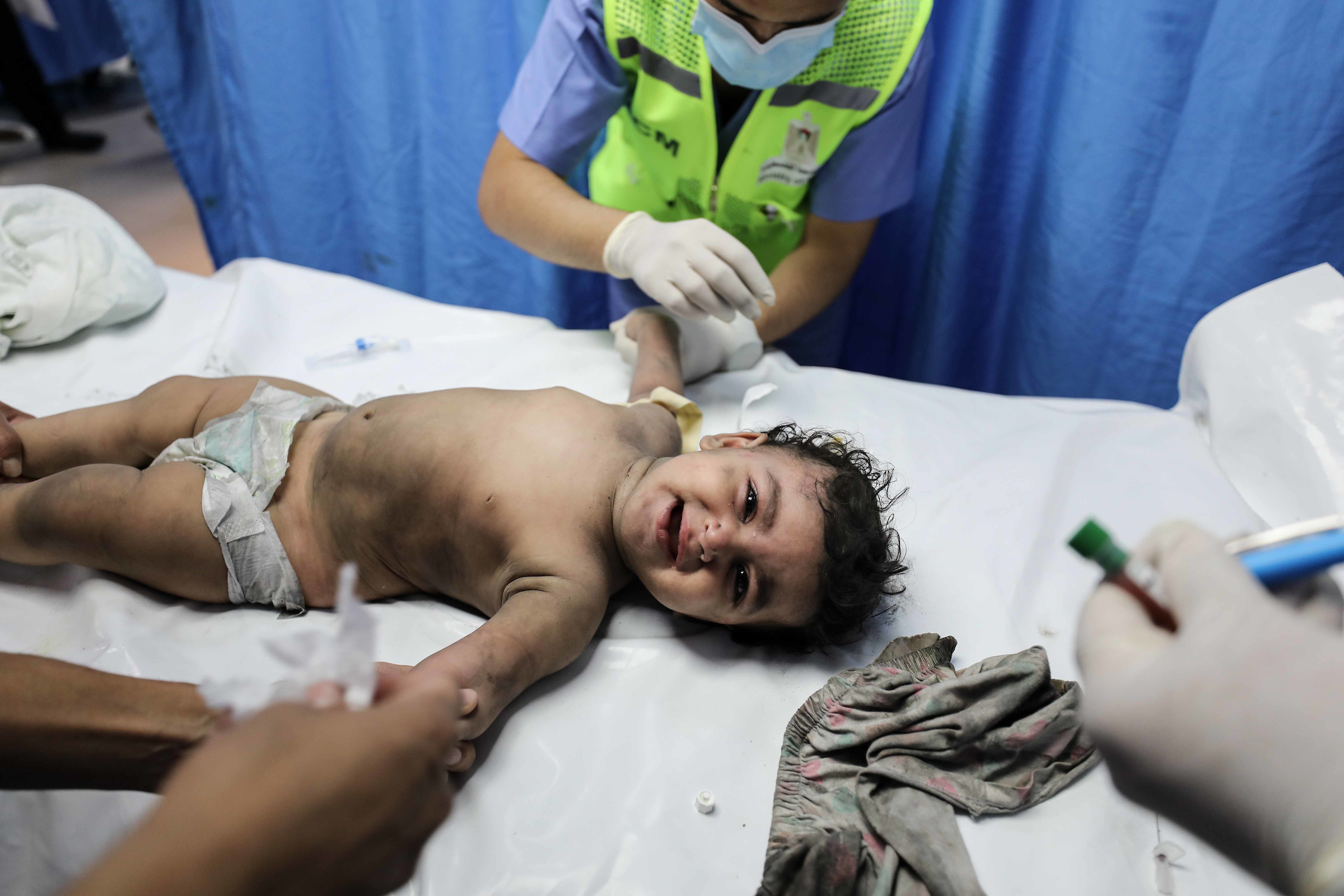
Bebê ferido no Hospital Al-Shifa, 11 de outubro de 2023

Estima-se que 150 bebês nasceram por dia em Gaza desde o início do conflito. Um pediatra no Hospital Emirati em Rafah afirmou que o número de bebês prematuros nascidos em Gaza aumentou drasticamente. Bebês recém-nascidos recebendo cuidados especializados em Israel e na Cisjordânia enquanto suas mães estavam presas em Gaza. A Oxfam afirmou que recém-nascidos estavam morrendo de doenças evitáveis, como infecções, hipotermia, diarreia e desidratação. Até meados de dezembro, os pais enfrentavam dificuldades para alimentar recém-nascidos, pois as mães tinham nutrição insuficiente para amamentar. Bebês recém-nascidos durante o conflito morreram em ataques aéreos, embora alguns tenham sido resgatados dos escombros. Uma representante da UNOCHA afirmou que conheceu uma mulher forçada a dar à luz na rua, e que o bebê morreu. Uma mulher relatou não conseguir banhar seus recém-nascidos mais de dez dias após o nascimento, devido à falta de água limpa. Mães relataram extrema dificuldade em encontrar ou pagar por leite e fraldas para seus recém-nascidos.
Em dezembro de 2023, um projétil israelense atingiu a maior clínica de fertilidade em Gaza; a explosão destruiu as tampas de cinco tanques de nitrogênio líquido, causando um aumento na temperatura dos tanques e destruindo mais de 4.000 embriões e 1.000 amostras de óvulos e espermatozoides não fertilizados. Segundo Bahaeldeen Ghalayini, o obstetra e ginecologista que fundou a clínica, um canto do prédio foi atingido por um único projétil, destruindo o laboratório de embriologia no térreo; ele não sabe se o ataque foi intencional ou não.
Em 18 de janeiro de 2024, Natalia Kanem, a diretora executiva do Fundo de População das Nações Unidas, falou no Fórum Econômico Mundial em Davos, afirmando que a situação era o "pior pesadelo" que um representante do UNPF já havia testemunhado, com 180 mulheres dando à luz diariamente, às vezes nas ruas de Gaza, enquanto o sistema de saúde do território colapsava. Em 17 de janeiro, a CARE International relatou um aumento de 300% na taxa de aborto espontâneo em Gaza desde o início dos bombardeios de Israel. O UNICEF relatou em 19 de janeiro que 20.000 bebês haviam nascido na Faixa de Gaza desde 7 de outubro. O UNICEF descreveu cada nascimento como um bebê sendo "entregue ao inferno" e afirmou que "a humanidade não pode permitir que essa versão distorcida do normal persista por mais tempo". A agência da ONU Mulheres relatou que, desde o início do conflito, duas mães em Gaza foram mortas a cada hora, todos os dias. A OMS relatou um aumento de natimortos induzidos por estresse.
A Médicos Sem Fronteiras afirmou que mulheres estavam dando à luz em tendas de plástico, e aquelas submetidas a cesarianas eram liberadas em poucas horas. Também relatou que mulheres eram recusadas em hospitais devido à superlotação, com algumas forçadas a dar à luz em banheiros públicos. Médicos no Hospital Kamal Adwan realizaram uma cesariana de emergência em uma mulher grávida falecida em fevereiro de 2024, após a qual realizaram uma reanimação cardíaca fetal; no entanto, o bebê não sobreviveu. Em abril de 2024, médicos em Rafah realizaram uma cesariana de emergência semelhante após um bombardeio das IDF atingir um bloco residencial em Rafah; o bebê sobreviveu em estado crítico antes de morrer após 5 dias. A mãe, o pai e a irmã de 3 anos haviam sido mortos no bombardeio. Em julho de 2024, outro bebê foi entregue por cirurgiões após a mãe ser morta por um ataque aéreo.
O Centro de Mulheres para Assistência Legal e Aconselhamento relatou que mulheres estavam sofrendo de complicações no parto e falta de cuidados pós-parto e vacinas para recém-nascidos. O Fundo de População das Nações Unidas afirmou que recém-nascidos estavam morrendo porque as mães não tinham acesso a cuidados pré-natais ou pós-natais. Segundo um relatório humanitário do UNICEF sobre a situação na Palestina, no início de março de 2024, pelo menos 5.500 mulheres grávidas não tinham acesso a consultas pré-natais ou pós-natais devido aos bombardeios contínuos e à falta de abrigos seguros. Médicos no Hospital Al-Helal Al Emirati relataram "caos e sofrimento" devido ao grande influxo de pessoas deslocadas chegando para dar à luz seus bebês.

### Bebês prematuros

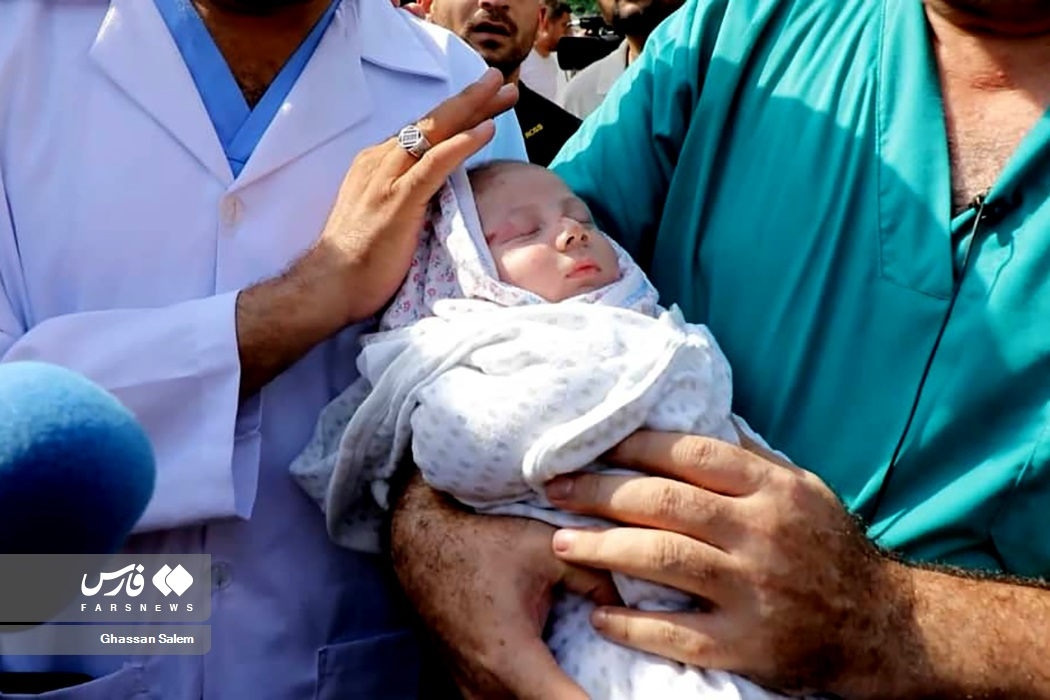
Recém-nascido ferido, 17 de outubro de 2023

No final de outubro, os bebês prematuros de Gaza enfrentaram uma situação crítica, com a Medical Aid for Palestinians [en] e o UNICEF alertando que 130 bebês estavam em risco de morte devido à escassez de combustível em hospitais causada pelo cerco de Israel. A falta de combustível levou a quedas de energia, colocando em risco bebês prematuros em unidades de terapia intensiva neonatal (UTINs). Apesar das garantias das IDF de ajudar nas evacuações, o Ministério da Saúde de Gaza relatou a falta de mecanismos de evacuação, resultando na morte de vários bebês.
A situação escalou em meados de novembro, quando Israel lançou uma  invasão ao Hospital Al-Shifa. As evacuações eventualmente ocorreram, facilitadas pelo Crescente Vermelho Palestino, Organização Mundial da Saúde e UNOCHA, com 31 bebês prematuros transferidos para o sul de Gaza, a maioria então para o Egito. Nem todos os bebês estavam acompanhados de seus pais, e dois morreram no Al-Shifa antes da evacuação.
A angústia se estendeu ao Hospital Infantil Al-Nasr, bombardeado pelas IDF no início de novembro, onde trabalhadores médicos tiveram que deixar bebês em incubadoras durante a evacuação. Imagens de vídeo revelaram posteriormente o resultado, com cinco bebês prematuros encontrados mortos em suas incubadoras. As IDF inicialmente negaram responsabilidade, embora um oficial israelense tenha sido ouvido fornecendo garantias para evacuar o hospital em um áudio divulgado. Em meados de dezembro, um cerco militar ao Hospital Kamal Adwan agravou a situação, com soldados das IDF supostamente impedindo a equipe de apoiar 12 bebês em cuidados intensivos.
Em abril de 2024, uma porta-voz da Organização Mundial da Saúde afirmou: "Diferentes médicos, particularmente em hospitais de maternidade, estão relatando que estão vendo um grande aumento em crianças nascidas com baixo peso ao nascer e que não sobrevivem ao período neonatal porque nascem muito pequenas".

## Educação

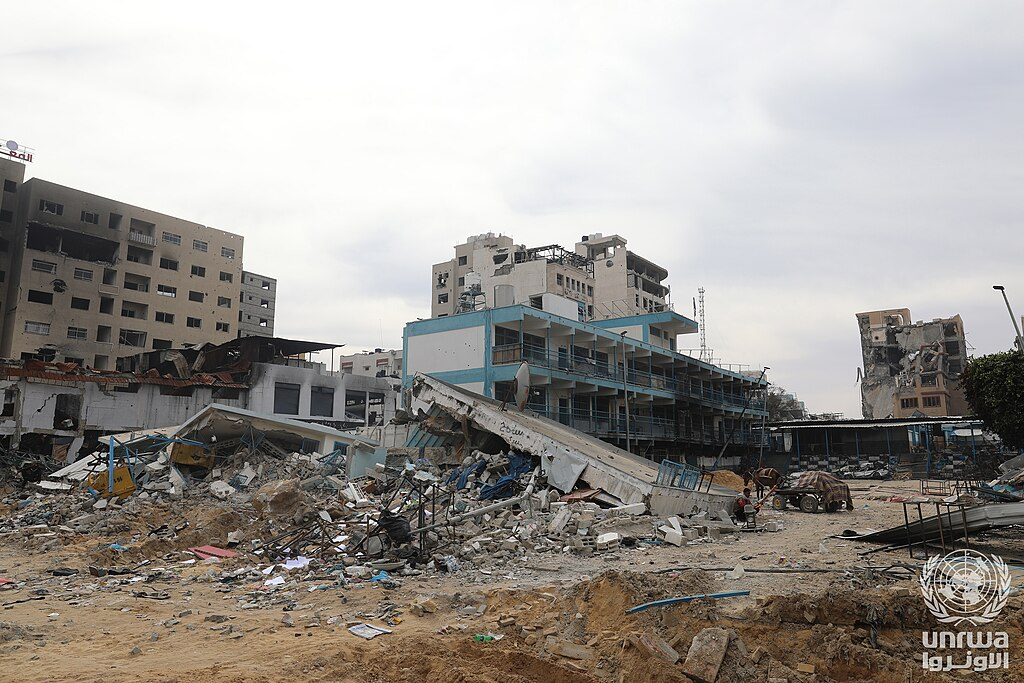
Escola da UNRWA destruída em Zaytun, fevereiro de 2024.

A educação na Faixa de Gaza é considerada um motivo de orgulho e uma prioridade. Antes da guerra, mais de 95% das crianças entre 6 e 12 anos frequentavam a escola, com a maioria concluindo o ensino médio. Em dezembro de 2023, Jonathan Crick, porta-voz do UNICEF em Jerusalém, afirmou que não havia qualquer forma de educação ou escolarização em Gaza, privando cerca de 625.000 crianças em idade escolar de acesso à educação devido ao conflito. Em janeiro de 2024, as Nações Unidas relataram que as crianças em Gaza perderiam pelo menos um ano de educação devido à guerra. Segundo o Ministério da Educação Palestino, até janeiro de 2024, o conflito causou a morte de cerca de 4.327 estudantes e feriu aproximadamente 7.819 outros. Além disso, pelo menos 200 professores foram mortos e mais de 500 feridos até dezembro de 2023, com o número aumentando para 231 professores e administradores mortos e 756 feridos até janeiro de 2024.
As escolas foram fechadas no início da guerra e sofreram bombardeios contínuos pelo exército israelense, enquanto outras, como a Universidade Israa [en], foram ocupadas e destruídas pelas forças israelenses. Até meados de dezembro de 2023, cerca de 352 prédios escolares foram danificados, representando mais de 70% da infraestrutura educacional de Gaza, com outros sendo utilizados para abrigar pessoas evacuadas e seus interiores adaptados para armazenamento de combustível e suprimentos de sobrevivência. Alguns professores tentaram continuar as aulas em pátios e outras áreas não ocupadas por populações evacuadas, com um professor descrevendo isso como um ato de resistência e um pequeno retorno à normalidade. No entanto, em 22 de fevereiro, um representante da Save the Children afirmou: "Mesmo que a guerra terminasse amanhã, a educação não poderia ser simplesmente retomada. Mais da metade das escolas de Gaza foram destruídas ou estão danificadas demais para funcionar". Em agosto de 2024, a UNRWA lançou um programa "de volta ao aprendizado" em Khan Younis.
Em agosto de 2024, o Cluster de Educação [en], Save the Children e UNICEF afirmaram que os estudantes e crianças em Gaza perderam um ano de educação e alertaram que "a maioria deles pode nunca retornar à escola". Alguns estudantes se matricularam em aulas online ou estudaram em salas de aula improvisadas em tendas.

## Alegações de Israel sobre o uso de crianças pelo Hamas e Jihad Islâmica
As Forças de Defesa de Israel (IDF) acusaram o Hamas de usar crianças como soldados e de posicioná-las na linha de frente. Autoridades israelenses alegam que o Hamas e a Jihad Islâmica realizavam acampamentos de verão na Faixa de Gaza, onde crianças recebiam treinamento militar. Segundo o Coordenador de Atividades Governamentais nos Territórios, uma unidade do Ministério da Defesa de Israel, um "militante sênior do Hamas" afirmou que o Hamas usava crianças para transportar explosivos. Israel também alega que o Hamas enviou mais de cem crianças e mulheres para um complexo visado pelas IDF para agir como escudos humanos em novembro de 2023, que encontrou entradas de vários túneis do Hamas perto e sob camas de crianças durante a guerra, e que crianças eram usadas pelo Hamas para espionar e observar as forças das IDF, relatando atividades, localizações e a extensão das forças.
Grupos de direitos humanos afirmaram que, "mesmo que o Hamas estivesse usando escudos humanos", Israel deve cumprir o direito internacional, especialmente o princípio da proporcionalidade.
Neve Gordon, professor de direito internacional e direitos humanos e coautor do livro de 2020 Human Shields: A History of People in the Line of Fire, afirmou que as alegações do exército e do governo israelense sobre o uso de civis palestinos como escudos humanos pelo Hamas "devem ser entendidas como uma defesa legal preventiva contra acusações de que Israel está cometendo crimes de guerra e crimes contra a humanidade em Gaza". Janina Dill, professora de leis de guerra na Universidade de Oxford, declarou: "Mesmo que o Hamas use civis como escudos humanos, esses civis têm direito à proteção total sob o direito internacional, a menos que participem diretamente dos combates". Especialistas em direito internacional alertaram que acusar o Hamas de usar escudos humanos exige prova de intenção de proteger um alvo militar com civis.

## Uso de crianças palestinas por Israel em Gaza
Israel utilizou crianças palestinas como escudos humanos em Gaza, em violação das Convenções de Genebra. Em maio de 2024, o exército israelense divulgou informações de crianças palestinas que alegaram serem informantes do Hamas, levando o Relator Especial das Nações Unidas sobre os territórios palestinos ocupados a afirmar que o exército israelense frequentemente força crianças palestinas detidas a se tornarem informantes.
Em maio de 2023, antes do início da Guerra de Gaza, a Defence for Children International [en] – Palestina (DCIP) já havia documentado que cinco crianças foram usadas como escudos humanos pelo exército israelense desde o início daquele ano, sendo duas delas gêmeas de 2 anos.
Uma investigação da DCIP detalhou que o exército israelense detém e tortura crianças de forma "sistemática". Israel usou várias crianças como escudos humanos na área de Al-Tuffah, na Cidade de Gaza, em 27 de dezembro de 2023. Nessa ocasião, 50 palestinos foram detidos, incluindo crianças. Dois irmãos, de 12 e 13 anos, relataram a investigadores que soldados os forçaram a tirar a roupa, amarraram suas mãos e os obrigaram a caminhar à frente de tanques israelenses junto com outros palestinos. O irmão mais novo também relatou ter sido esbofeteado, chutado e espancado.
Em novembro de 2024, a Defence for Children International relatou três incidentes distintos, entre 15 e 20 de outubro de 2024, em que famílias com crianças pequenas foram usadas como escudos humanos para proteger as Forças de Defesa de Israel em ataques no Campo de refugiados de Jabalia [en] e no Hospital Indonésia [en].
Segundo uma investigação do Haaretz baseada em testemunhos de soldados israelenses, adolescentes, adultos e, ocasionalmente, homens idosos palestinos são regularmente usados como escudos humanos para explorar a rede de túneis na Faixa de Gaza. Esses shawashim são vestidos, exceto por sandálias, para parecerem soldados israelenses, algemados, vendados e, com uma câmera de vídeo acoplada ao corpo, enviados a casas onde se suspeita que combatentes do Hamas estejam escondidos ou a túneis que podem estar armadilhados. A prática é amplamente conhecida pelos comandantes de campo das IDF. Palestinos foram usados quando nem cães farejadores nem drones militares estavam disponíveis. Uma investigação da CNN em outubro de 2024 constatou que, embora a escala e o escopo da prática fossem desconhecidos, testemunhos de civis e de um soldado israelense mostraram que o uso de palestinos como escudos humanos por Israel era amplo em toda a Faixa de Gaza. Em novembro de 2024, uma investigação do The Washington Post corroborou essas descobertas, com testemunhas, vítimas e um soldado israelense afirmando que civis estavam sendo usados como escudos humanos para evitar danos aos soldados israelenses.

## Reações
Meirav Ben-Ari, membro do Knesset israelense, declarou: "As crianças em Gaza trouxeram isso sobre si mesmas". O ministro de Segurança Nacional de extrema-direita de Israel, Itamar Ben-Gvir, pediu a morte de qualquer criança ou mulher que se aproximasse da fronteira durante um debate com o chefe militar israelense Herzi Halevi, afirmando que "não podemos permitir que mulheres e crianças se aproximem da fronteira... qualquer um que se aproxime deve levar um tiro [na cabeça]". Ben-Gvir alegou que a política de fogo aberto que defendia era baseada na percepção de que o Hamas usava mulheres e crianças para atacar Israel.
Durante uma entrevista na televisão israelense, um ex-oficial do Mossad, Rami Igra, que liderou a Divisão de Cativos e Desaparecidos da agência, afirmou que não havia civis desimplicados em Gaza. Ele alegou que "qualquer pessoa acima de quatro anos é apoiadora do Hamas" e que apenas aqueles com menos de quatro anos poderiam ser considerados crianças, enquanto qualquer um acima dessa idade poderia passar fome.
O líder de uma yeshiva de Sêder em Jaffa, Rabino Eliyahu Mali, afirmou que a guerra em curso era uma guerra mitzvah e que nenhuma alma deveria viver em Gaza, pois todas cresceriam para se tornarem Hamas. Quando questionado sobre bebês e crianças em relação a seus comentários, ele disse: "Bebês também?... A mesma coisa. Você não pode ser esperto com a Torá. Hoje ele é um bebê, amanhã ele é um combatente. Não há perguntas aqui. Os terroristas de hoje eram crianças de 8 anos na operação anterior. Então, você não pode se satisfazer aqui. É por isso que a lei de Gaza é diferente aqui".
Em Gaza, um pai cujo filho de um ano foi morto em um bombardeio israelense declarou: "Este é um crime no qual todos participaram. O veto dos EUA participou deste crime, assim como aqueles árabes e muçulmanos que falharam em nos apoiar". O avô de crianças mortas por um ataque aéreo israelense afirmou: "Que mal fizeram aquelas crianças inocentes? Elas representavam algum perigo para Israel? Estavam carregando armas?".

### Por crianças em Gaza
Em novembro de 2023, um grupo de crianças fora do Hospital Al-Shifa realizou uma coletiva de imprensa pedindo ao mundo o fim da guerra. Um pequeno grupo de crianças em Rafah realizou seu próprio protesto antes de uma planejada Ofensiva de Rafah em fevereiro de 2024, segurando cartazes em inglês que diziam "Nós recusamos morrer" e "Salvem-nos deste genocídio". Crianças em Rafah realizaram outro protesto contra a Fome na Faixa de Gaza em 6 de março, segurando uma faixa que dizia "Parem nossa morte diária".
Em fevereiro de 2024, um menino ferido em um ataque israelense declarou: "Não sei por que me atacaram. Eles estão provocando brigas contra as crianças da Palestina. Por quê?". Em julho de 2024, um estudante do 10º ano em Ramallah disse que ouvir explosões nas notícias "apenas torceu algo dentro de mim, como se eu sentisse essas emoções surgindo. Fiquei com medo. Fiquei aterrorizado, na verdade. Poderia ser eu o próximo".

### Organizações internacionais e nacionais

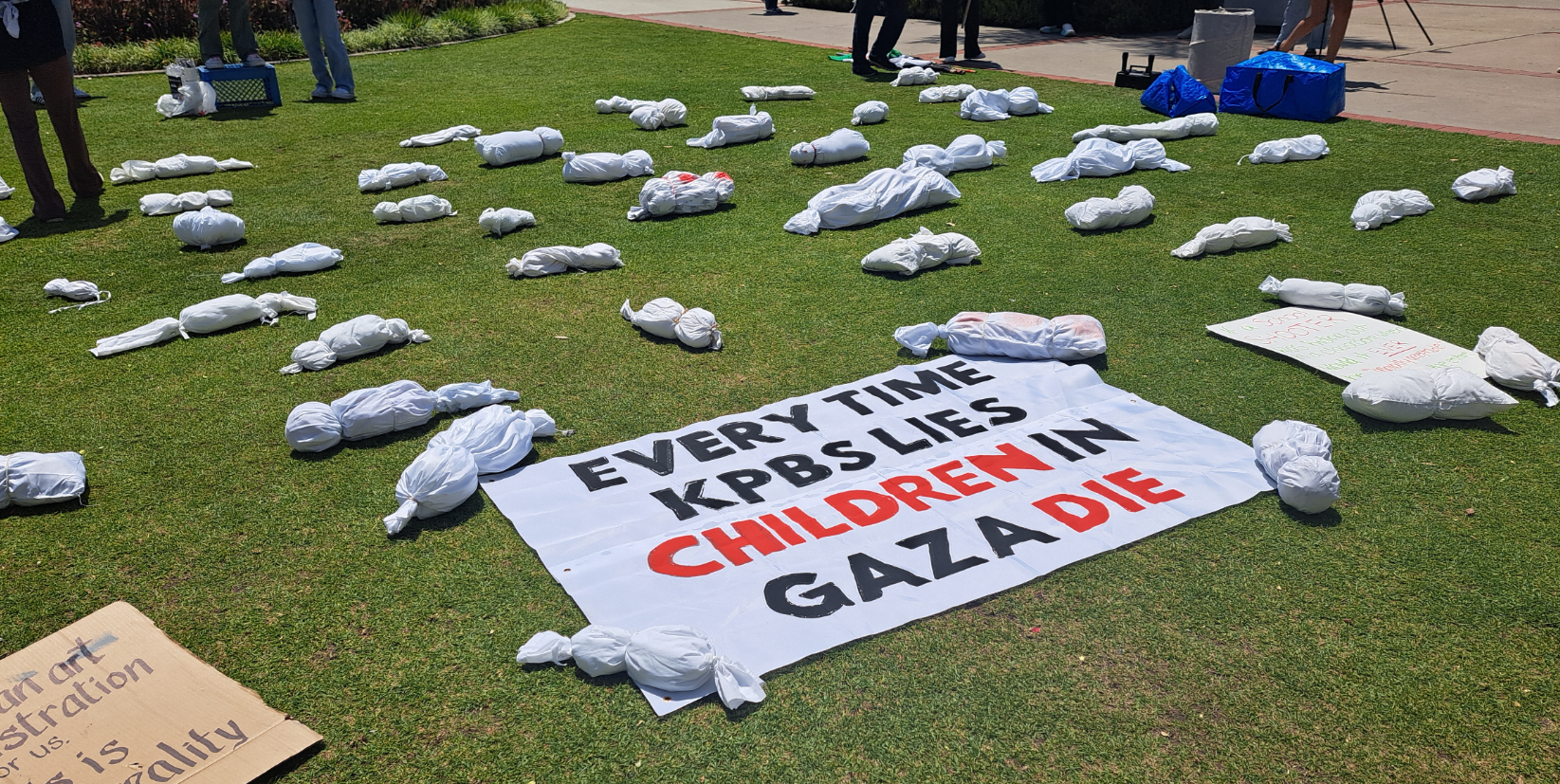
Instalação de arte de protesto na Universidade Estadual de San Diego - abril de 2024.

O porta-voz do UNICEF, Toby Fricker, afirmou: "Não há lugar seguro para crianças em toda a Faixa de Gaza no momento". Em 19 de dezembro, as Nações Unidas declararam que Gaza era "de longe o lugar mais perigoso do mundo para ser criança". James Elder, porta-voz do UNICEF, chamou o conflito em Gaza de uma "guerra contra crianças". Em 6 de janeiro de 2024, Tanya Haj-Hassan, médica da Médicos Sem Fronteiras, afirmou que as crianças em Gaza estavam "morrendo de todas as maneiras possíveis". Em 18 de janeiro de 2024, o vice-diretor executivo do UNICEF afirmou que o sofrimento das crianças em Gaza representava as "condições mais horríveis que já vi". Em 2 de fevereiro de 2024, o presidente do UNICEF declarou: "A situação das crianças em Gaza piora a cada dia. O mundo não pode abandoná-las". Em 5 de março, o UNICEF classificou a guerra em Gaza como "um teste da consciência humana" e afirmou que a falta de ajuda humanitária no norte estava agravando a situação de saúde das crianças. Adele Khodr, diretora regional do UNICEF para o Oriente Médio, afirmou em 19 de março: "A inação do mundo é chocante enquanto mais crianças sucumbem a uma morte lenta".

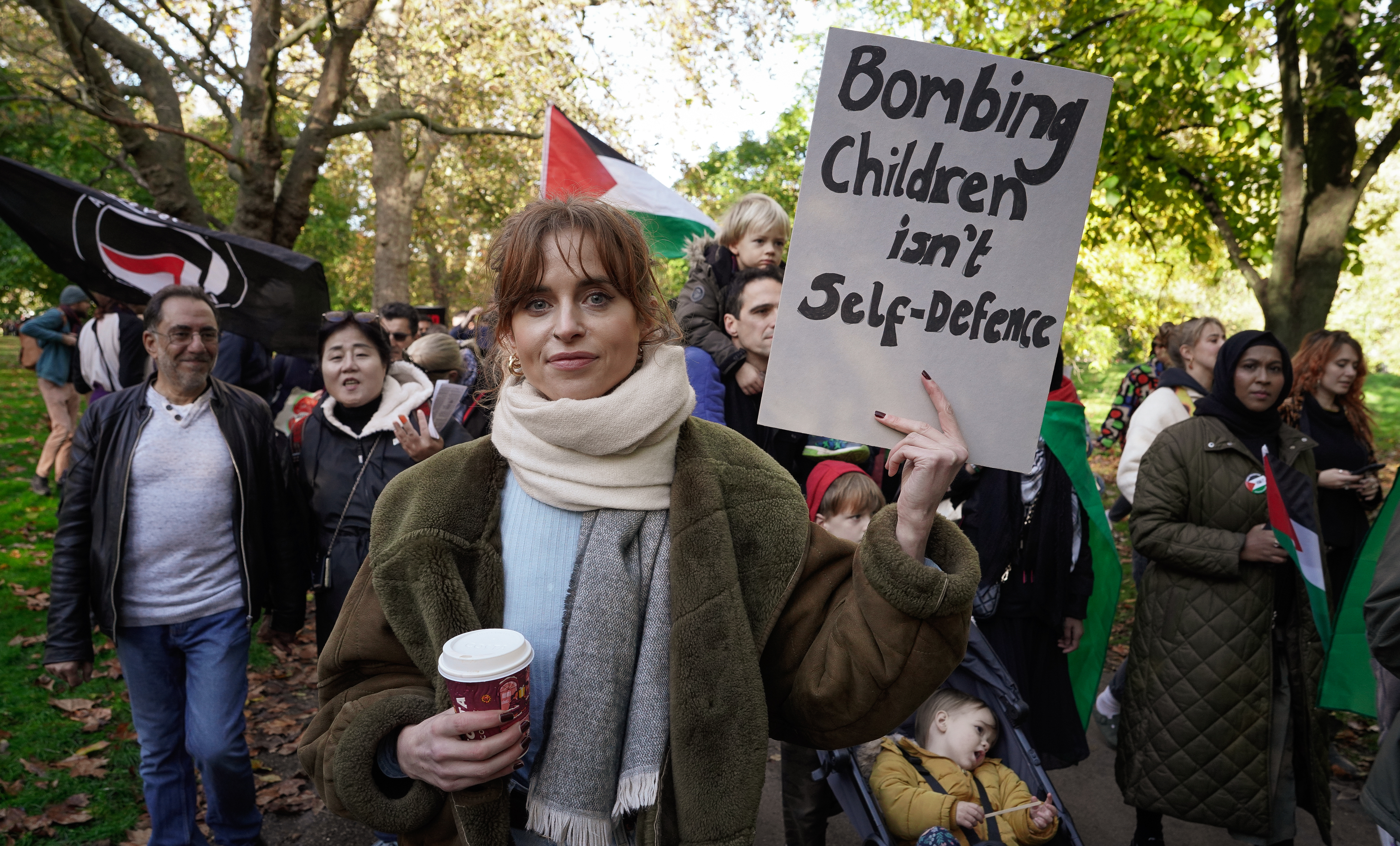
Manifestante segurando cartaz contra mortes de crianças em Gaza durante protesto em Hyde Park, Londres - novembro de 2023.

Em uma carta aberta ao governo do Reino Unido, a British Society for Middle Eastern Studies [en] (BRISMES) classificou o suposto ataque sistemático a universidades, escolas, laboratórios e bibliotecas como um componente de uma estratégia genocida voltada para destruir o sistema educacional palestino em Gaza. O presidente do Comitê sobre os Direitos da Criança [en] (CRC) declarou em 8 de fevereiro: "Os direitos das crianças vivendo sob o controle efetivo do estado de Israel estão sendo gravemente violados em um nível raramente visto na história recente". O Conselho de Cooperação do Golfo pediu ao Conselho de Direitos Humanos da ONU que "assumam sua responsabilidade em acabar com a tragédia das crianças em Gaza e garantir seu direito à vida, segurança e proteção". O Fundo de População das Nações Unidas afirmou no final de março de 2024 que "mulheres grávidas e novas mães enfrentam uma luta constante para manter a si mesmas e seus recém-nascidos vivos". Em resposta a relatos de que um terço das crianças com menos de dois anos no norte de Gaza estava gravemente desnutrida, James Elder, do UNICEF, afirmou: "Esse é um número aterrorizante". A ONU incluiu Israel em uma lista negra de países que violam os direitos das crianças.
Em junho de 2024, as Nações Unidas afirmaram que graves violações contra crianças em zonas de conflito aumentaram 155% globalmente, especialmente devido ao uso de armas explosivas na Faixa de Gaza. Em setembro de 2024, um comitê da ONU afirmou que Israel cometeu graves violações contra os direitos das crianças em Gaza, dizendo: "A morte ultrajante de crianças é quase historicamente única. Este é um lugar extremamente sombrio na história. Não creio que tenhamos visto antes uma violação tão massiva como estamos vendo em Gaza agora". Em outubro de 2024, membros da Comissão Internacional Independente de Inquérito sobre o Território Palestino Ocupado condenaram as mortes de crianças em Gaza, afirmando: "Crianças não são terroristas".

### Políticos e oficiais
Brian Mast, representante da Câmara dos Estados Unidos, afirmou que os bebês mortos na Faixa de Gaza não eram civis inocentes. O primeiro-ministro do Catar, Mohammed bin Abdulrahman bin Jassim Al Thani, declarou: "Acho que todos devemos nos unir para parar esta guerra, salvar essas vidas, salvar essas crianças". O presidente brasileiro Luiz Inácio Lula da Silva afirmou que Israel estava matando crianças sob o "pretexto de combater o Hamas". A ministra das Relações Exteriores da Alemanha, Annalena Baerbock, declarou: "Há também crianças que perderam seus pais. Imagine nossos próprios filhos vivendo sem pais, sem água, sem comida".

### Mídia
Segundo o The Guardian, a guerra teve um efeito catastrófico nas crianças em Gaza, e semanas de bombardeios e explosões contínuas contribuíram para sua destruição psicológica. Após 16 dias de bombardeios, as crianças desenvolveram traumas graves, com sintomas incluindo convulsões, agressividade, enurese noturna e nervosismo. 90% das crianças em hospitais pediátricos em Gaza apresentaram ou relataram sintomas de ansiedade, a maioria exibiu sintomas de estresse pós-traumático, e 82% relataram medo de morte iminente. Na Los Angeles Review of Books [en], a historiadora Alma Igra escreveu: "As crianças de Gaza serão para sempre marcadas pelo período de tempo que passaram no 'tempo da fome', quando seu crescimento foi interrompido pela inanição, suas mentes marcadas pelo trauma".